# Jonathan Hivert
Jonathan Hivert (Chambray-lès-Tours, 23 maart 1985) is een voormalig Frans wielrenner.
Hij werd in 2006 prof bij Crédit Agricole, nadat hij daar een jaar eerder al als stagiair actief was. Het seizoen 2014 kwam Hivert uit voor Belkin-Pro Cycling Team, om het jaar erna al aan de slag te gaan bij Bretagne-Séché Environnement. Van 2017-2020 kwam hij voor Direct Énergie uit. Ten slotte reed Hivert in 2021 en 2022 voor B&B Hotels p/b KTM.

## Overwinningen
2008
1e etappe Omloop van Lotharingen
2010
GP La Marseillaise
2011
2e etappe Ruta del Sol
Parijs-Troyes
Klasika Primavera
2012
2e etappe Ronde van Romandië
2013
Eindklassement Ster van Bessèges
1e en 2e etappe Ruta del Sol
2017
2e etappe Ronde van Castilië en Leon
Eind- en puntenklassement Ronde van Castilië en Leon
2018
1e en 2e etappe Ronde van de Haut-Var
Eind- en puntenklassement Ronde van de Haut-Var
3e etappe Parijs-Nice
Ronde van de Finistère
2019
Grote Prijs Miguel Indurain
2e etappe Ronde van Aragon

## Resultaten in voornaamste wedstrijden
| Jaar | Ronde van Italië | Ronde van Frankrijk | Ronde van Spanje |
| ---- | ---------------- | ------------------- | ---------------- |
| 2006 |                  |                     |                  |
| 2007 |                  |                     |                  |
| 2008 |                  |                     |                  |
| 2009 |                  | 152e                |                  |
| 2010 |                  |                     |                  |
| 2011 |                  | 96e                 |                  |
| 2012 |                  |                     |                  |
| 2013 |                  | 151e                |                  |
| 2014 |                  |                     |                  |
| 2015 |                  |                     |                  |
| 2016 |                  |                     |                  |
| 2017 |                  |                     |                  |
| 2018 |                  |                     |                  |
| 2019 |                  |                     |                  |
| 2020 |                  |                     | 86e              |
| 2021 |                  |                     |                  |
| 2022 |                  |                     |                  |

| Jaar | Milaan-San Remo | Amstel Gold Race | Luik-Bast.‑Luik | Ronde van Lombardije | Parijs-Tours | Waalse Pijl |  | Wereldranglijsten |
| ---- | --------------- | ---------------- | --------------- | -------------------- | ------------ | ----------- |  | ----------------- |
| 2006 |                 |                  |                 | opgave               |              |             |  |                   |
| 2007 |                 |                  |                 | opgave               | 100e         |             |  |                   |
| 2008 |                 | 122e             |                 |                      | 135e         |             |  |                   |
| 2009 |                 |                  | 77e             |                      | 11e          | 41e         |  | 118e (UWK)        |
| 2010 |                 |                  |                 |                      | 75e          |             |  |                   |
| 2011 |                 |                  | 34e             |                      | opgave       | 28e         |  |                   |
| 2012 |                 |                  |                 |                      | 8e           | 103e        |  |                   |
| 2013 |                 |                  |                 |                      | 162e         | opgave      |  |                   |
| 2014 | opgave          | 94e              | 94e             |                      | 48e          | 116e        |  | 136e (UWT)        |
| 2015 |                 |                  |                 |                      | opgave       | 16e         |  |                   |
| 2016 |                 |                  |                 |                      |              |             |  |                   |
| 2017 |                 | 59e              | 113e            | opgave               |              | 20e         |  |                   |
| 2018 |                 |                  | opgave          |                      |              |             |  |                   |
| 2019 |                 |                  | opgave          |                      |              |             |  |                   |
| 2020 |                 |                  | 32e             |                      | 13e          | 44e         |  |                   |
| 2021 |                 |                  |                 |                      | opgave       |             |  |                   |
| 2022 |                 | opgave           |                 |                      |              | 67e         |  |                   |

## Ploegen
2005 –  Crédit Agricole (stagiair vanaf 1 augustus)
2006 –  Crédit Agricole
2007 –  Crédit Agricole
2008 –  Crédit Agricole
2009 –  Skil-Shimano
2010 –  Saur-Sojasun
2011 –  Suar-Sojasun
2012 –  Saur-Sojasun
2013 –  Sojasun
2014 –  Belkin-Pro Cycling Team
2015 –  Bretagne-Séché Environnement
2016 –  Fortuneo-Vital Concept
2017 –  Direct Énergie
2018 –  Direct Énergie
2019 –  Direct Énergie
2020 –  Total Direct Énergie
2021 –  B&B Hotels p/b KTM
2022 –  B&B Hotels-KTM